# Callichroma purpureocinctum
Callichroma purpureocinctum är en skalbaggsart som beskrevs av Aurivillius 1914. Callichroma purpureocinctum ingår i släktet Callichroma och familjen långhorningar. Inga underarter finns listade.